# Élection présidentielle américaine de 1964 dans le Mississippi
L'élection présidentielle américaine de 1964 dans le Mississippi a lieu le 3 novembre 1964 comme dans les 49 autres États qui composent alors les États-Unis ainsi que le district de Columbia. Les électeurs mississippiens choisissent des grands électeurs pour les représenter dans le collège électoral à travers un vote populaire. Le Mississippi possède en 1964 7 grands électeurs. L'État donne l'ensemble de ses grands électeurs au candidat du Parti républicain, le sénateur des États-Unis
pour l'Arizona Barry Goldwater. 
Le candidat vainqueur de ce scrutin dans tout le pays sera néanmoins le candidat démocrate Lyndon B. Johnson, qui entamera un second mandat à la présidence des États-Unis le 20 janvier 1965. 
Goldwater est le premier candidat républicain depuis Ulysses S. Grant en 1872 à remporter l'État du Mississippi à une élection présidentielle. 